# 鸟巢八枝虫
鸟巢八枝虫（学名：Octodendron nidum）为星球虫科八枝虫属的动物。在中国，分布于东海等海域。